# ルリゴキブリ属
ルリゴキブリ属（瑠璃蜚蠊属、学名:Eucorydia）は、ゴキブリ目ムカシゴキブリ科の一属。
日本から最初に記載された種が、瑠璃色の金属光沢を持つ種だったことからルリゴキブリと名づけられた。

## 解説
全長11-22mmと比較的小型のゴキブリで、背面は青緑や緑の金属光沢があり、橙色の斑紋や帯模様を持つ種が多い。幼虫は黄褐色ないし淡褐色で光沢はないが、成虫同様に触角鞭節の先端近くに白い部分がある。卵鞘は褐色で、側面には多数の隆起条が、側縁には多数の鋸歯がある。
東南アジアから中国、台湾、日本にかけての熱帯から温帯に20種余りが知られる。日本からは八重山諸島の固有種として古くからルリゴキブリ１種のみが記載されていたが、2020年にアカボシルリゴキブリとウスオビルリゴキブリ、2021年にはベニエリルリゴキブリと相次いで3種が南西諸島から記載され、4種となった。

## 日本産の種リスト
アカボシルリゴキブリ Eucorydia tokaraensis
オスの全長12-13mm　草垣群島家島、トカラ列島悪石島、奄美大島、徳之島
ベニエリルリゴキブリ Eucorydia miyakoensis
オスの全長12.5-13mm　宮古島　◎2024年2月より国内希少野生動植物種に指定され採集が禁止されている。
ルリゴキブリ Eucorydia yasumatsui
石垣島、西表島、波照間島
ウスオビルリゴキブリ Eucorydia donanensis
オスの全長12-14.5mm　石垣島、与那国島　◎2024年2月より国内希少野生動植物種に指定され採集が禁止ている。

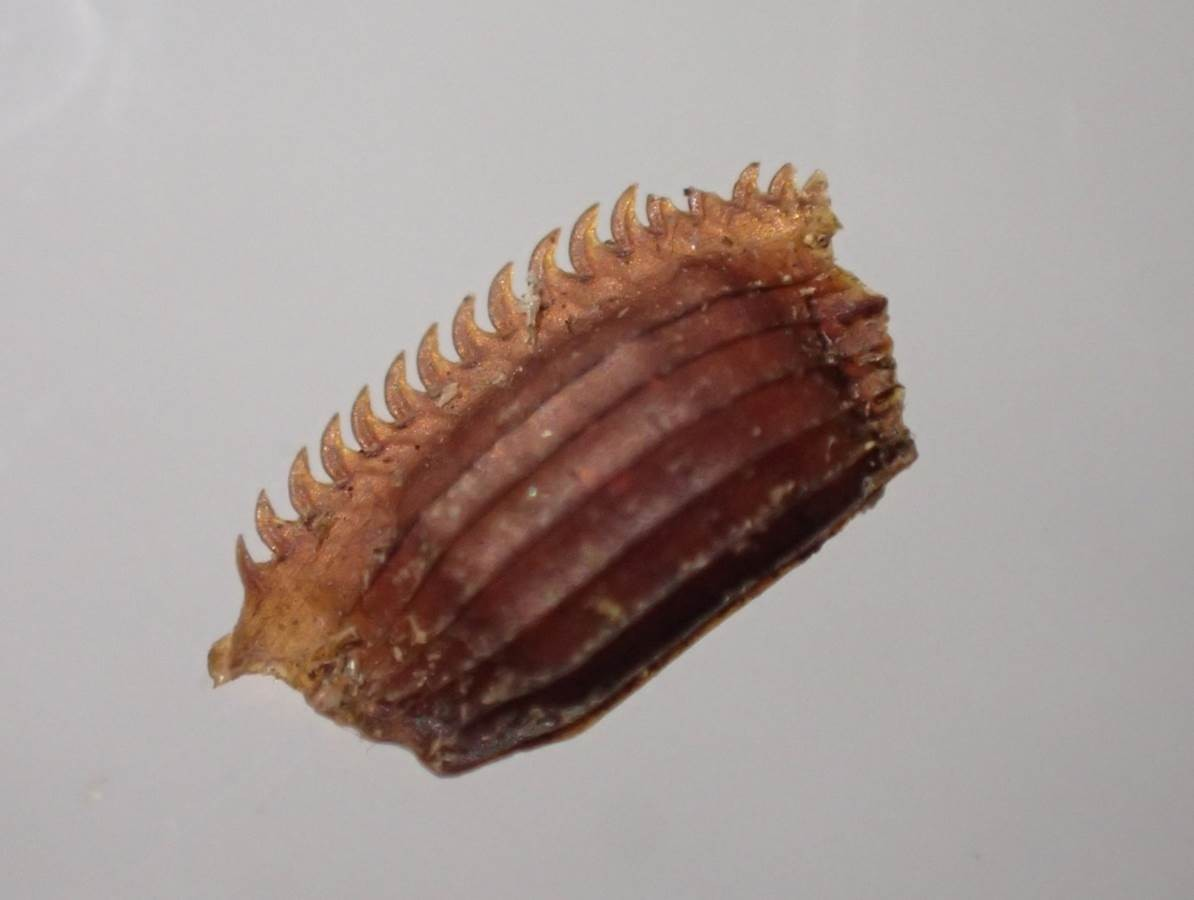
アカボシルリゴキブリ 卵鞘の殻
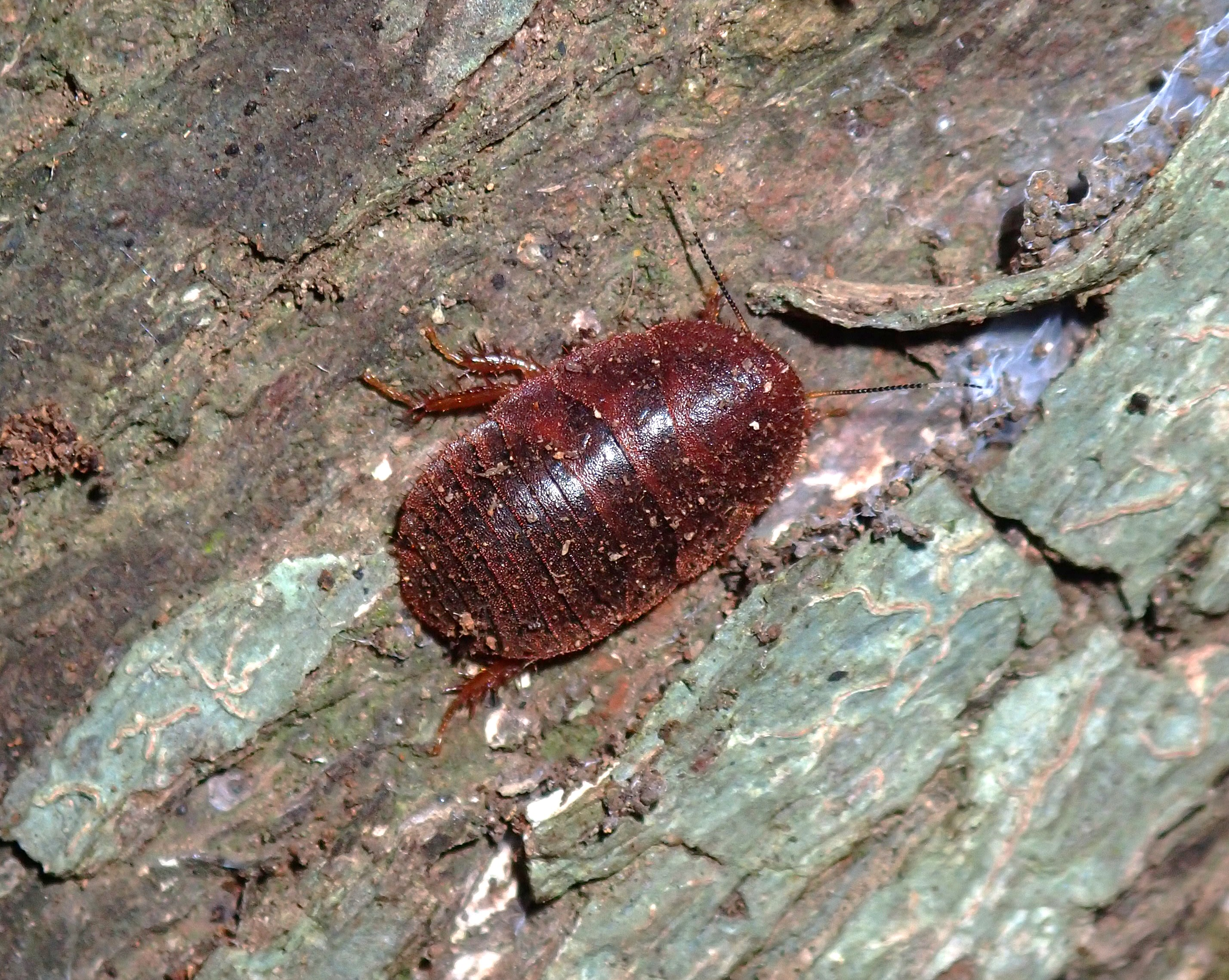
アカボシルリゴキブリ 幼虫
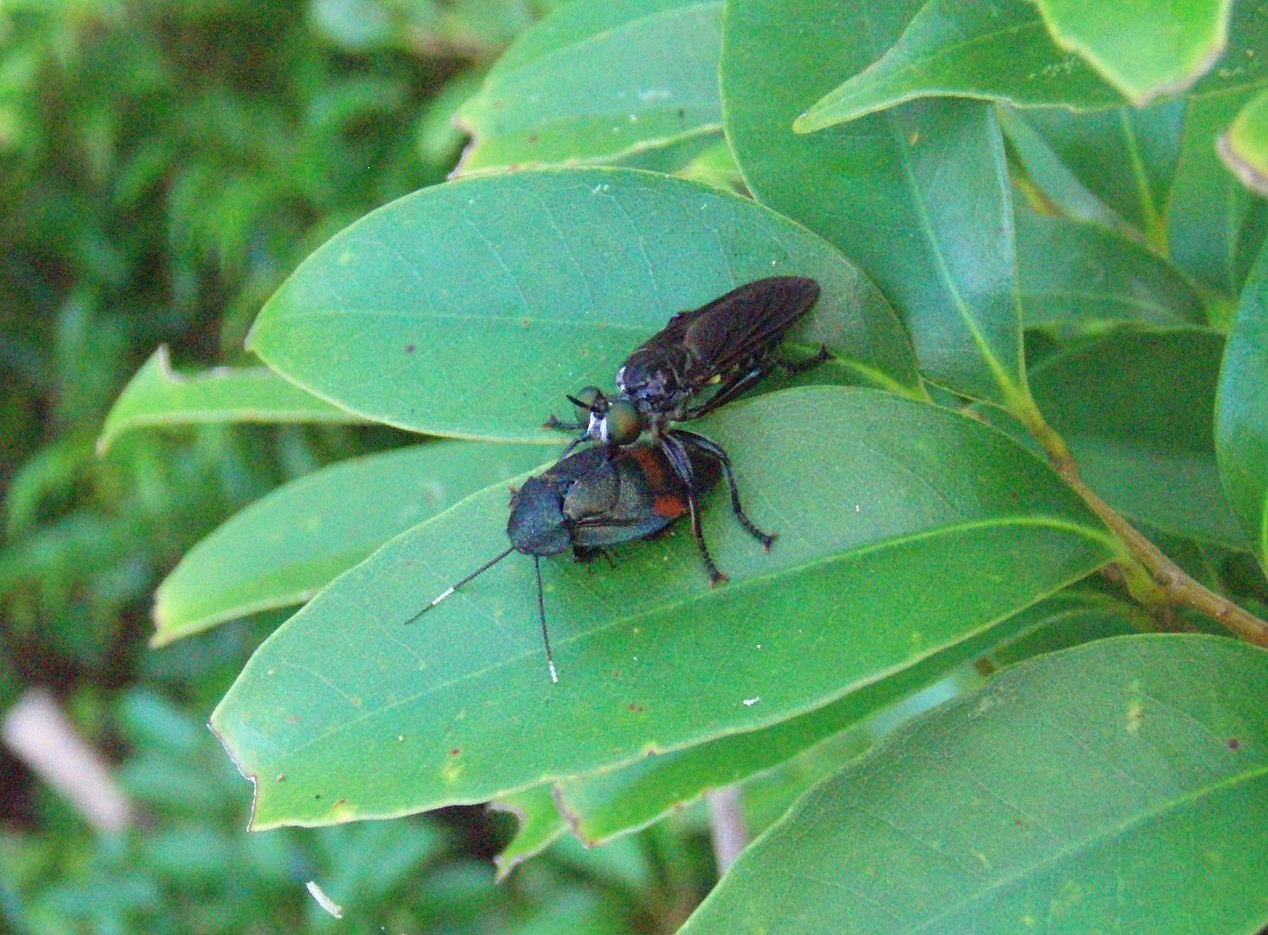
アカボシルリゴキブリ　アブによる被食

## 人間との関わり
森林の樹上や林床に棲み、ゴキブリの多くの在来種同様、人家に侵入することはまずない。
むしろ美しさや希少性により乱獲の可能性が憂慮されている。